# Eichmann in Jeruzalem
Eichmann in Jeruzalem: De banaliteit van het kwaad is een boek uit 1963 van de filosoof en politiek denker Hannah Arendt. Arendt, een Jood die Duitsland ontvluchtte tijdens de machtsovername van Adolf Hitler, deed voor The New Yorker verslag van het proces tegen Adolf Eichmann, een van de belangrijkste organisatoren van de Holocaust. In 1964 werd een herziene en uitgebreide editie gepubliceerd.

## Thema
Arendts ondertitel introduceerde op beroemde wijze de uitdrukking "de banaliteit van het kwaad". De uitdrukking verwijst deels naar Eichmanns houding tijdens het proces, aangezien de man noch schuld toonde voor zijn daden, noch haat jegens degenen die hem berechtten en beweerde dat hij geen verantwoordelijkheid droeg omdat hij gewoon "zijn werk deed". ("He did his 'duty' ...; he not only obeyed 'orders,' he also obeyed the 'law.'")

## Banaliteit van het kwaad
Arendts boek introduceerde de uitdrukking en het concept van de banaliteit van het kwaad. Haar these is dat Eichmann in feite geen fanaticus of sociopaat was, maar in plaats daarvan een gemiddelde en alledaagse persoon die vertrouwde op clichéverdedigingen in plaats van zelf na te denken, werd gemotiveerd door professionele promotie in plaats van ideologie, en geloofde in succes, wat hij beschouwde als de belangrijkste norm voor "goede samenleving". Banaliteit betekent in deze zin niet dat Eichmanns acties op enigerlei wijze gewoon waren, maar dat zijn acties werden gemotiveerd door een soort zelfgenoegzaamheid die volkomen onopvallend was.
Veel deskundigen uit het midden van de 20e eeuw waren positief over het concept, dat "een van de meest memorabele uitdrukkingen van het intellectuele leven van de 20e eeuw" is genoemd, en het komt voor in veel hedendaagse debatten over moraal en rechtvaardigheid, evenals in de werking van waarheidscommissies en verzoeningscommissies. Anderen zien de popularisering van het concept als een waardevolle garantie tegen het achteloos bewandelen van de verschrikking, als het kwaad van de banaliteit, waarbij het niet in vraag stellen van de algemeen aanvaarde wijsheid resulteert in individuele en systemische zwakte en achteruitgang.